# Oscar Wallenberg

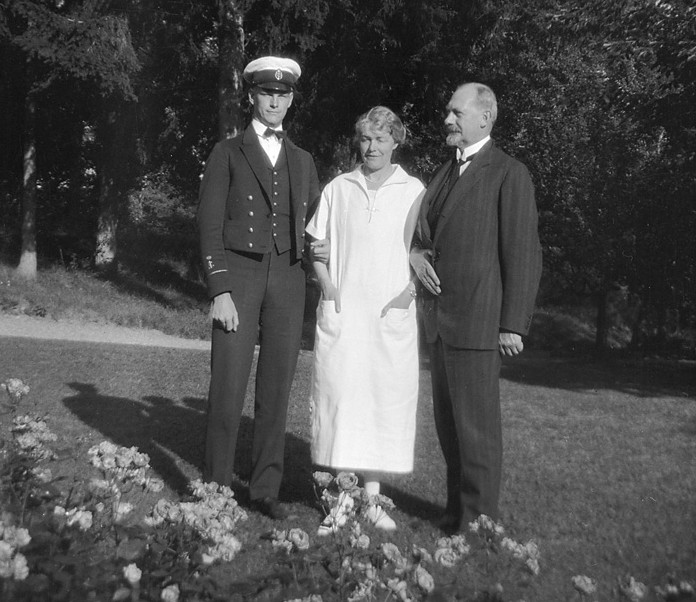
Oscar Wallenberg tillsammans med sin fru Beatrice och sonen Carol vid familjens hem Viken på Lovön. Fotot är taget av dottern, Berit Wallenberg.

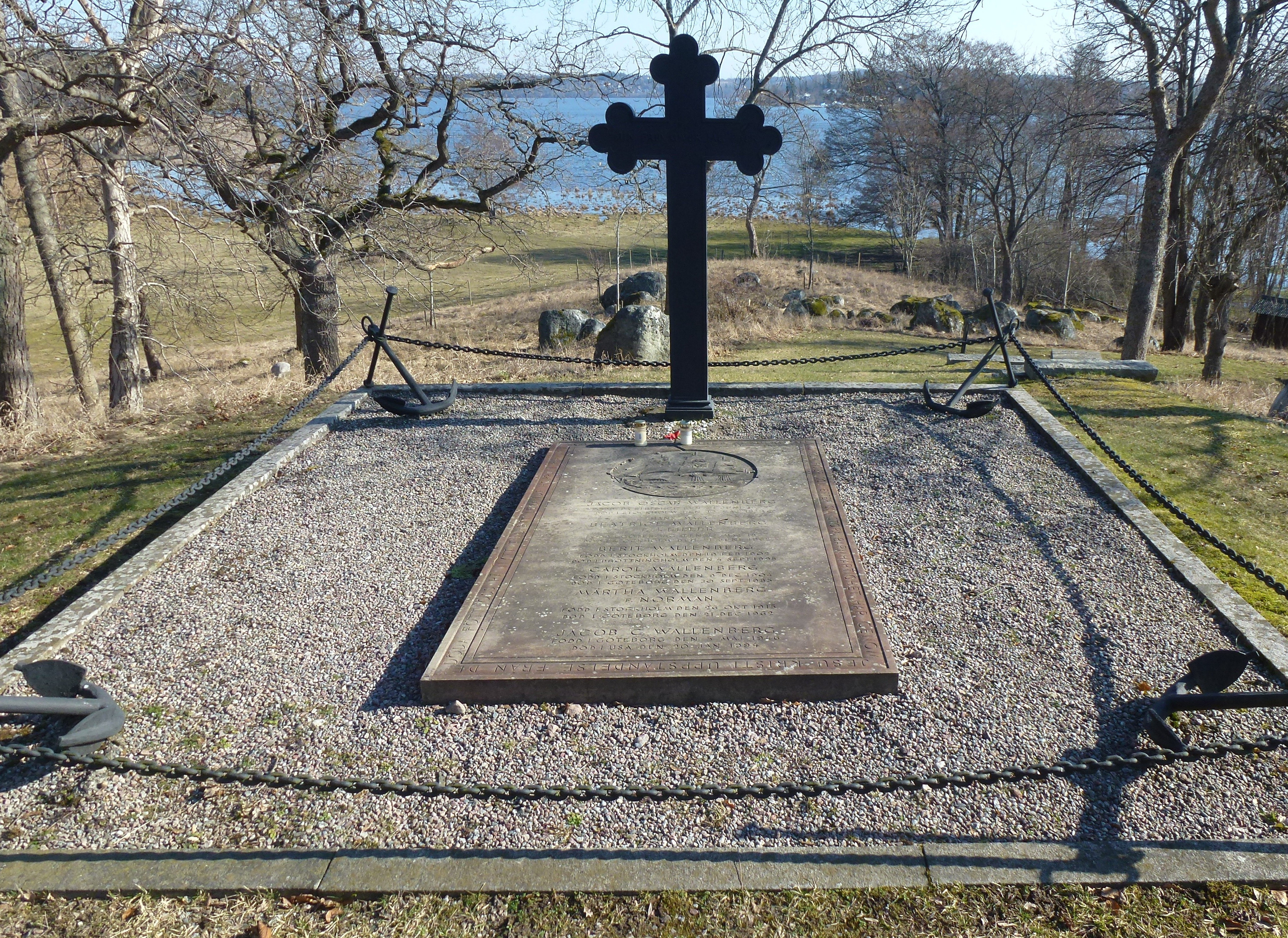
Familjegraven, Wallenberg-mausoleet på Lindö, Ekerö kommun.

Jacob Oscar Wallenberg, född 21 juni 1872 i Skeppsholms församling, Stockholms stad, död 10 maj 1939 i Skeppsholms församling, Stockholms stad, var en svensk direktör och kapten. Han var son till André Oscar Wallenberg och Anna von Sydow (1838-1910). Gift år 1900 med Beatrice Keiller från den bekanta Göteborgssläkten, med vilken han hade dottern Berit Wallenberg (1902-1995), arkeolog och donator, och sonen Carol Wallenberg (1904-1985), direktör i Svenska Ostasiatiska Kompaniet.

## Biografi
Oscar Wallenberg gick i Beskowska skolan och blev därefter underlöjtnant vid Kungliga flottan 1894, löjtnant där 1897 och kapten 1903. Han blev ledamot av Stockholms Enskilda Banks styrelse 1902, verkställande direktör i Providentia 1904-1916 och verkställande direktör i Tobaksmonopolet 1915. Han var även ordförande i ASEA 1909-1914, Göteborgs riskvarn 1912-1922 och Omega 1912-1921, samt ledamot av styrelsen för Papyrus, Halmstad-Nässjö järnvägar, Göteborgs foderbolag, Union och Köpings mekaniska verkstad.
Han blev ledamot av Stockholms stadsfullmäktige 1915, av hamnstyrelsen där 1909-1920 och dess ordförande 1916-1921, ordförande i Hamnförbundet 1919-1920 och ledamot av Stockholms handelskammare 1909.  
Oscar Wallenberg var aktiv i Wallenbergsfären som styrelseledamot i Stockholms Enskilda Bank men ansågs ha haft en sluten och något akademisk läggning. Efter tobaksmonopolets införande 1915 blev Wallenberg direktör för detta, vilket kan tolkas som ett uttryck för den symbios mellan stat och kapital som länge härskade i Sverige.
Han var riddare av Vasaorden och Nordstjärneorden.